# Тронсенс
Тронсе́нс (фр. Troncens) — коммуна во Франции, находится в регионе Юг — Пиренеи. Департамент — Жер. Входит в состав кантона Марсьяк. Округ коммуны — Миранд.
Код INSEE коммуны — 32455.

## География
Коммуна расположена приблизительно в 630 км к югу от Парижа, в 105 км западнее Тулузы, в 37 км к юго-западу от Оша.

## Климат
Климат умеренно-океанический. Лето жаркое и немного дождливое, температура часто превышает 35 °С. Зимой часто бывает отрицательная температура и ночные заморозки. Годовое количество осадков — 700—900 мм.
| Показатель                                                                        | Янв.  | Фев. | Март  | Апр.  | Май   | Июнь | Июль | Авг. | Сен. | Окт. | Нояб. | Дек.  | Год    |
| --------------------------------------------------------------------------------- | ----- | ---- | ----- | ----- | ----- | ---- | ---- | ---- | ---- | ---- | ----- | ----- | ------ |
| Средний суточный максимум, °C                                                     | 9,9   | 11   | 12,9  | 14,8  | 18,3  | 21,7 | 24,5 | 24   | 22,6 | 18,6 | 13,4  | 10,4  | 16,8   |
| Средняя температура, °C                                                           | 5,3   | 6,1  | 7,8   | 10    | 13,3  | 16,7 | 19,3 | 19   | 17,2 | 13,3 | 8,5   | 5,8   | 11,9   |
| Средний суточный минимум, °C                                                      | 0,6   | 1,3  | 2,7   | 5,2   | 8,3   | 11,6 | 14,1 | 13,9 | 11,7 | 8    | 3,6   | 1,3   | 6,9    |
| Норма осадков, мм                                                                 | 112,8 | 97,5 | 100,2 | 105,7 | 113,6 | 80,7 | 57,3 | 70,3 | 71   | 85,2 | 93    | 112,1 | 1099,4 |
| Источник: Climatologie mensuelle à la station départementale d'Ossun de 1961-1990 |       |      |       |       |       |      |      |      |      |      |       |       |        |

## Население
Население коммуны на 2010 год составляло 185 человек.
| 1962 | 1968 | 1975 | 1982 | 1990 | 1999 | 2010 |
| ---- | ---- | ---- | ---- | ---- | ---- | ---- |
| 219  | 198  | 197  | 206  | 206  | 199  | 185  |

## Администрация
| Период | Период | Фамилия         | Партия                              | Примечания                                       |
| ------ | ------ | --------------- | ----------------------------------- | ------------------------------------------------ |
| 1977   | 2020   | Франсис Дагюзан | Французская коммунистическая партия | фермер, генеральный советник кантона (1982—2015) |

## Экономика
В 2010 году среди 108 человек трудоспособного возраста (15-64 лет) 77 были экономически активными, 31 — неактивными (показатель активности — 71,3 %, в 1999 году было 66,7 %). Из 77 активных жителей работали 70 человек (39 мужчин и 31 женщина), безработных было 7 (4 мужчины и 3 женщины). Среди 31 неактивных 6 человек были учениками или студентами, 17 — пенсионерами, 8 были неактивными по другим причинам.

## Фотогалерея

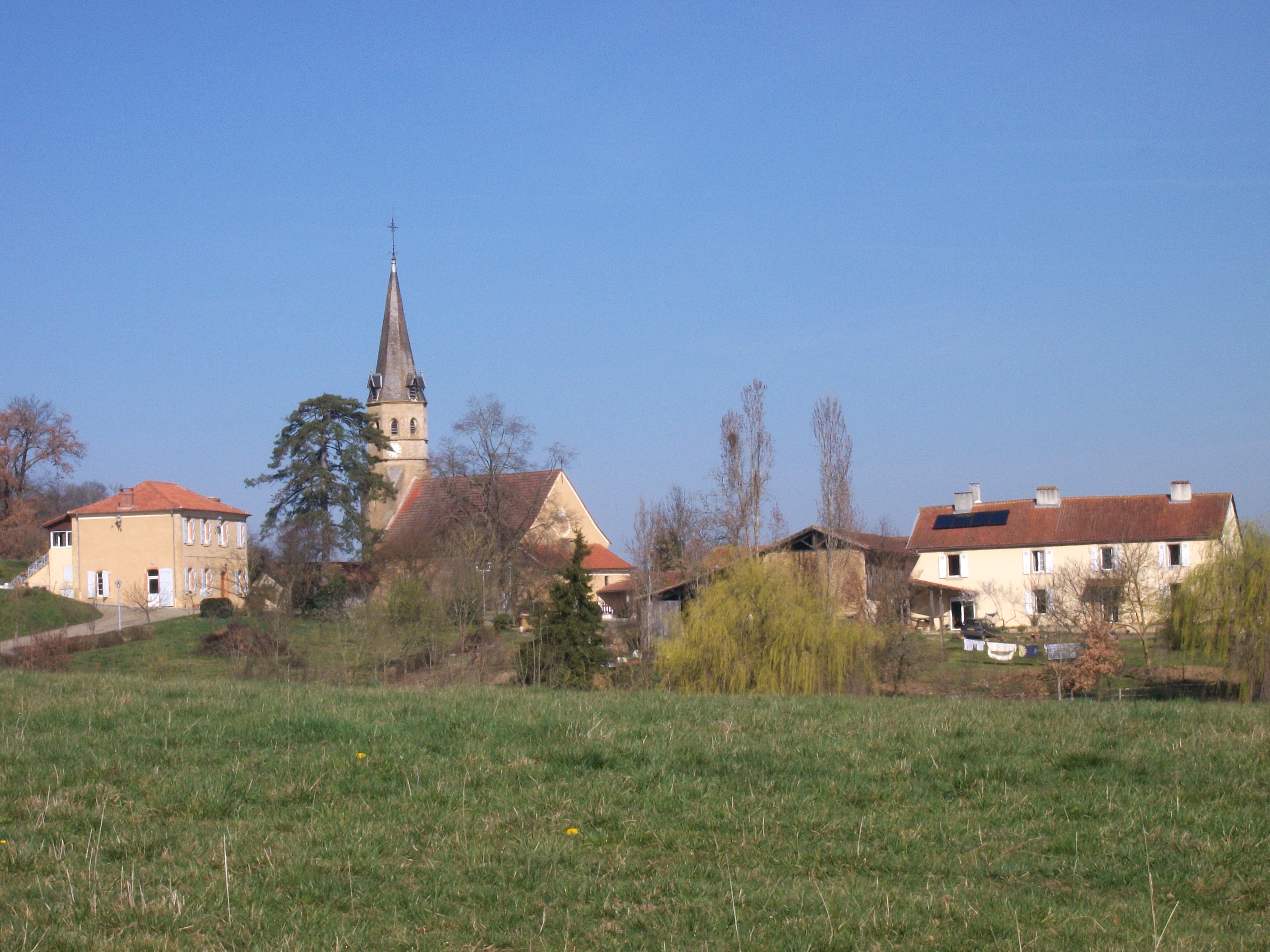
Тронсенс
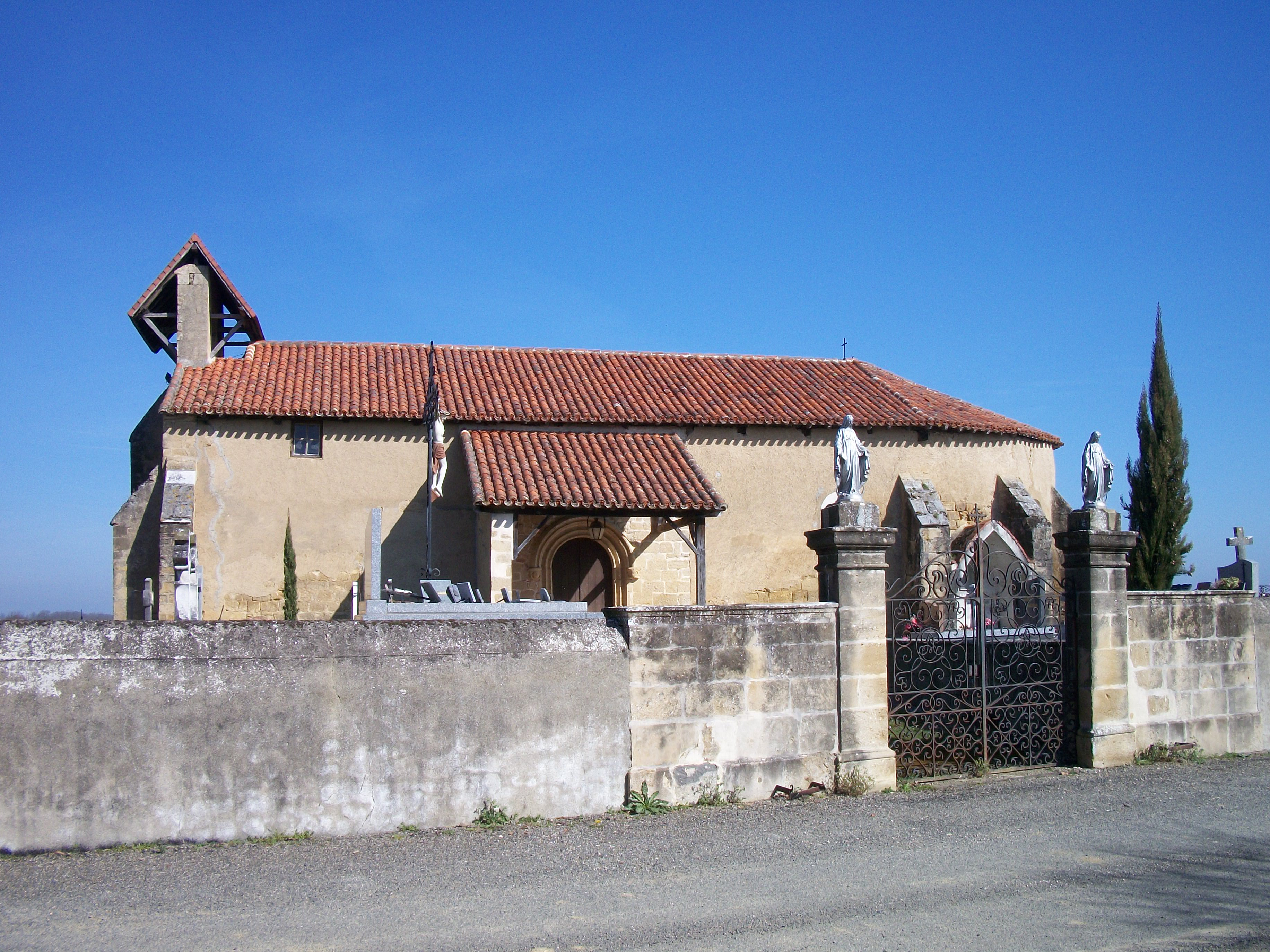
Церковь
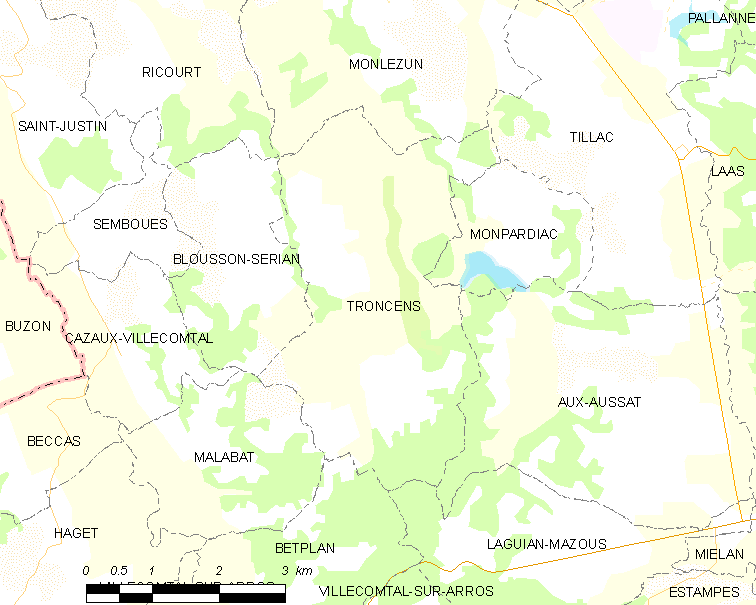
Карта коммуны